# موتوئوری اوهیرا
موتوئوری اوهیرا (به ژاپنی: 本居 大平 Motoori Ōhira); ۱۷ مارس ۱۷۵۶ – ۲۳ اکتبر ۱۸۳۳) زبان‌شناس اهل ژاپن بود.